# Tom Brady
Thomas Edward Patrick Brady Jr. (n. 3 august 1977, San Mateo, California, SUA) este un fost jucător de fotbal american care a evoluat pe postul de quarterback. A jucat timp de 20 de sezoane la New England Patriots, între anii 2000 și 2019. Brady este singurul jucător din istoria National Football League (NFL) care a câștigat șapte titluri de campion, șase cu New England Patriots și unul cu Tampa Bay Buccaneers. El a jucat în total în zece Super Bowl-uri.
Este considerat de către specialiști cel mai bun al tuturor timpurilor pe poziția sa de quarterback. A câștigat cinci titluri de MVP al finalei Super Bowl (XXXVI, XXXVIII, XLIX, LI și LV), un record, dar și trei de cel mai bun jucător din campionat (2007, 2010 și 2017). Deține și o mulțime de alte recorduri NFL. 
A primit premiile Sports Illustrated Sportsperson of the Year (2005) și Associated Press Male Athlete of the Year (2007).

## Copilărie
Thomas Edward Patrick Brady Jr. s-a născut în San Mateo, California, în August 3, 1977. A fost singurul băiat din cei 4 frați al lui Galynn Patricia (née Johnson) și Thomas Brady Sr. Are 3 surori mai mari: Nancy, Julie și Maureen.
Brady a crescut fiind fan Los Angeles Lakers și Boston Celtics. În 1995 a absolvit liceul Junípero Serra High School din San Mateo unde a jucat, pe lângă fotbal american, și baschet și baseball.

## Viața personală
A fost căsătorit cu fotomodelul brazilian Gisele Bündchen, cu care are doi copii, un băiat pe nume Benjamin Rein, născut în decembrie 2009 și o fată pe nume Vivian Lake, născută în decembrie 2012. Brady și Gisele au divorțat în noiembrie 2022.